# Lewis Grizzard
Lewis Grizzard (Fort Benning, 20 de outubro de 1946 – Atlanta, 20 de março de 1994) foi um jornalista, escritor e comediante estadunidense.

## Carreira
Conhecido por seu comportamento sulista e comentários sobre o sul dos Estados Unidos. Embora tenha passado o início de sua carreira como redator e editor de esportes de jornais, tornando-se editor de esportes do Atlanta Journal aos 23 anos, ele é muito mais conhecido por suas colunas humorísticas no jornal Atlanta Journal-Constitution. Ele também foi um popular comediante e palestrante.
Grizzard também publicou um total de 25 livros, incluindo coleções de suas colunas. Embora grande parte de sua comédia discutisse a vida pessoal e profissional do Sul e Grizzard, também era um comentário sobre questões prevalentes em todo os EUA, incluindo relacionamentos entre homens e mulheres (por exemplo, se o amor fosse petróleo, eu estaria com cerca de um quarto baixo), política e saúde, especialmente a saúde do coração. Grizzard também era meio-irmão do humorista sulista Alpendre Ludlow.

## Trabalhos publicados
- Kathy Sue Loudermilk, I Love You: A Good Beer Joint Is Hard to Find and Other Facts of Life (1 de dezembro de 1979) (coleção de colunas publicadas anteriormente no The Atlanta Journal-Constitution )
- Won't You Come Home, Billy Bob Bailey?: An Assortment of Home-Cooked Journalism for People Who Wonder Why Clean Underwear Doesn't Grow on Trees (1º de novembro de 1980) (coleção de colunas publicadas anteriormente no The Atlanta Journal-Constitution)
- Glory! Glory! Georgia's 1980 Championship Season: The Inside Story (1981) (Loran Smith com Lewis Grizzard)
- Don't Sit Under the Grits Tree With Anyone Else but Me (1 de novembro de 1981) (coleção de colunas publicadas anteriormente no The Atlanta Journal-Constitution)
- They Tore Out My Heart and Stomped That Sucker Flat (1 de Outubro de 1982)
- If Love Were Oil, I'd Be About a Quart Low (1 de Outubro de 1983)
- Elvis Is Dead and I Don't Feel So Good Myself (1 de Outubro de 1984)
- Shoot Low Boys - They're Riding Shetland Ponies (1 de Outubro de 1985)
- My Daddy Was a Pistol and I'm a Son of a Gun (1 de Outubro de 1986)
- When My Love Returns From the Ladies Room, Will I Be Too Old To Care? (1 de Outubro der 1987) (coleção de colunas publicadas anteriormente no The Atlanta Journal-Constitution )
- Don't Bend Over in the Garden, Granny - You Know Them Taters Got Eyes (1 de Outubro de 1988)
- Lewis Grizzard on Fear of Flying (1 April 1989)
- Lewis Grizzard's Advice To The Newly Wed ... & the Newly Divorced (1 de Abril de 1989)
- Chili Dawgs Always Bark At Night (1 de Setembro de 1989) (coleção de colunas publicadas anteriormente no The Atlanta Journal-Constitution)
- Does a Wild Bear Chip in the Woods? (1 de maio de 1990)
- If I Ever Get Back to Georgia, I'm Gonna Nail My Feet to the Ground (1 de Outubro de 1990)
- Don't Forget To Call Your Momma; I Wish I Could Call Mine (1 de Abril de 1991)
- You Can't Put No Boogie Woogie on the King of Rock and Roll (1 de Outubro de 1991) (coleção de colunas publicadas anteriormente no The Atlanta Journal-Constitution)
- I Haven't Understood Anything Since 1962 and Other Nekkid Truths (1 de Outubro de 1992)
- I Took a Lickin' and Kept on Tickin' and Now I Believe in Miracles (1 de Janeiro de 1994)

### Coleções póstumas
- The Last Bus To Albuquerque (1 de setembro de 1994) (coleção de colunas publicadas anteriormente no The Atlanta Journal-Constitution)
- It Wasn't Always Easy But I Sure Had Fun (1 de novembro de 1994) (coleção de material publicado anteriormente)
- Life Is Like a Dogsled Team ... If You're Not the Lead Dog, the Scenery Never Changes — The Wit and Wisdom of Lewis Grizzard (1 de maio de 1995) (coleção de material publicado anteriormente)
- Grizzardisms: The Wit and Wisdom of Lewis Grizzard (1 de junho de 1995) (coleção de material publicado anteriormente)
- Southern by the Grace of God — Lewis Grizzard on the South (1 de maio de 1996) (coleção de material publicado anteriormente)

## Álbuns de comédia ao vivo
- On the Road With Lewis Grizzard (1985)
- Live! (From Moreland to Moscow) (1986)
- Let's Have a Party! With Lewis Grizzard (1987)
- Addicted to Love (Live) (1989)
- Don't Believe I'da Told That (1991)
- The Best of Lewis Grizzard (1994) (coleção de material lançado anteriormente)
- One Last Time (1994)
- Alimony: The Bill You Get, for the Thrill You Got (1994)
- Lewis Grizzard (2001) (coleção de material lançado anteriormente)
- An Evening with Lewis Grizzard (2001) (DVD)